# Ausgezogen
Als ausgezogen wird in der Heraldik eine  Form eines Heroldsbildes beschrieben, wenn von der geraden Schnittteilung abgewichen wird und die Trennlinie eine gebogenen Form hat und in eine andere Figur, wie Kreuz, Kleeblatt, Herz, Lilie und Laubblätter (Eiche, Linde) usw. ausläuft. Die Schnittlinie von Schildhaupt und Schildfuß, sowie Spaltung und Teilung, aber auch von Flanken (rechts und links) und schräggelegten Schnitten der vorgenannten Heroldsfiguren sind dafür besonders geeignet. Wenn die Schnittlinie als ausgezogen beschrieben werden soll, sollte die Anzahl der Figuren auf maximal drei bis vier begrenzt sein. Eine größere Anzahl der Figuren werden dann nur noch als ein Wappenschnitt beschrieben.
Bei Sparren oder Spitzen wird die auslaufende Figur nicht mehr als ausgezogen, sondern als endend in oder mit besteckt blasoniert. 

In einem grünen Lindenblatt ausgezogenes Schildhaupt im Wappen von Amt Elsterland
in drei Kleeblätter ausgezogener Schildfuß im Wappen von Hitzhofen
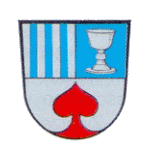
in einem Lindenblatt ausgezogener Schildfuß im Wappen von Weng (Isar)